# Schizophyllum ibizanum
Schizophyllum ibizanum är en mångfotingart som beskrevs av Karl Wilhelm Verhoeff 1924. Schizophyllum ibizanum ingår i släktet Schizophyllum och familjen kejsardubbelfotingar. Inga underarter finns listade i Catalogue of Life.